# Titularbistum Zica
Zica ist ein Titularbistum der römisch-katholischen Kirche. Es geht zurück auf ein früheres Bistum in der römischen Provinz Africa proconsularis bzw. Zeugitana im heutigen nördlichen Tunesien, das der Kirchenprovinz Karthago angehörte.
| Titularbischöfe von Zica |                              |                                                                                |                   |                   |
| Nr.                      | Name                         | Amt                                                                            | von               | bis               |
| 1                        | Marius-Félix-Antoine Maziers | Koadjutorerzbischof von Bordeaux-Bazas (Frankreich)                            | 24. Januar 1966   | 5. Februar 1968   |
| 2                        | Christopher Mwoleka          | Weihbischof in Rulenge (Tansania)                                              | 6. März 1969      | 26. Juni 1969     |
| 3                        | Joachim Mbadu Kikhela Kupika | Koadjutorbischof von Boma (Zaïre)                                              | 30. Januar 1975   | 22. November 1975 |
| 4                        | Francisco C. San Diego       | Apostolischer Koadjutorvikar und Apostolischer Vikar von Palawan (Philippinen) | 6. Juni 1983      | 12. Juli 1995     |
| 5                        | Luigi Locati                 | Apostolischer Vikar von Isiolo (Kenia)                                         | 15. Dezember 1995 | 14. Juli 2005     |
| 6                        | Silvio José Báez Ortega OCD  | Weihbischof in Managua (Nicaragua)                                             | 9. April 2009     |                   |